# The Madness of Crowds: Gender, Race and Identity
The Madness of Crowds: Gender, Race and Identity (que l'on pourrait traduire littéralement par La folie des foules: genre, race et identité) est un livre du journaliste et commentateur politique britannique néo-conservateur Douglas Murray, publié en septembre 2019,. Il est l'une des meilleures ventes en non fiction en 2020 en Grande-Bretagne.
L'ouvrage est paru en français en 2020 sous le titre : La grande déraison: Race, genre, identité. 

## Idées
Le livre examine les questions les plus conflictuelles du 21e siècle : l'orientation sexuelle, le féminisme, la race et la transidentité. Il révèle les nouvelles guerres culturelles qui se déroulent sur les lieux de travail, dans les universités, les écoles et les foyers au nom de la justice sociale, de la politique identitaire et de l'intersectionnalité,.  
Dans le livre Murray souligne ce qu'il considère comme un changement culturel, loin des modes établis de religion et d'idéologie politique, et vers une société dans laquelle diverses formes de victimisation peuvent fournir des marqueurs de statut social. Le livre est divisé en sections traitant de différentes formes de politique identitaires, incluant les identités LGBT, le féminisme et la politique raciale. L'auteur critique l'œuvre du philosophe français Michel Foucault pour ce qu'il considère comme une réduction de la société à un système de relations de pouvoir.

## Accueil
Dans The Daily Telegraph, Tim Stanley fait l'éloge du livre, qualifiant Murray de « guide superbement perspicace à travers l'âge du dit du guerrier de la justice sociale ». Dans le Evening Standard, Katie Law déclare que Murray « avait abordé un autre sujet nécessaire et provocateur avec esprit et bravoure ». Écrivant pour le Financial Times, Eric Kaufmann déclare que le livre de Murray « rend un grand service en révélant les excès de la foi moderniste de gauche. »
Dans The Guardian, William Davies décrit le livre comme « les fantasmes bizarres d'un provocateur de droite, aveugle à l'oppression ». « Murray n'hésite pas à célébrer les luttes passées pour l'égalité raciale, sexuelle et gay, mais il est catégorique: elles sont maintenant réglées. Des questions persistent quant à la nature du sexe, de la sexualité et des capacités innées (ce qui appartient à notre «matériel» physique et ce qui appartient à notre «logiciel» culturel, comme il le dit), mais celles-ci sont bien mieux gérées par les biologistes que les penseurs politiques. Le problème, selon lui, est que des forces malveillantes, frauduleuses et rancunières - issues des universités - ont refusé d'accepter que justice est déjà rendue ».

## Traduction française
- La grande déraison: Race, genre, identité L'artilleur, 2020,  (ISBN 978-2810009886)